# فيكسوفينادين
فيكسوفينادين (بالإنجليزية: Fexofenadine)‏ هو دواء من الأدوية المضادة للهيستامين المستخدمة في علاج أعراض الحساسية، وأحيانا يكون بديل للإلترفينادين. يتم استخدامه لعلاج الحساسية التي عادة ما تكون موسمية.

## دواعي الاستعمال
يستخدم فيكسوفينادين لعلاج الحساسية الموسمية التي مرادفات مثل «حساسية اللقاح» أو حساسية الأنف (حمى القش) وهي الحساسية الأكثر شيوعا في عالم اليوم. تقديرا من 35 مليون أميركي يعانون من حمى القش. أعراض هذه الحساسية الموسمية وتشمل العينين وسيلان الأنف والحنجرة حكة. فهو يستخدم لعلاج حكة في الجلد وغيرها من الشروط التي ينص عليها الطبيب. الدواء يحتوي على مضادات الهستامين التي تعمل ضد في الجسم. يتم تحرير الهستامين الطبيعي من الخلايا البدنية للخلايا الهستامين تخزين وتعلق على نفسها الخلايا مستقبلات الهستامين الأخرى. عندما يحدث هذا المرفق، ثم يتم تنشيط الخلايا للإفراج عن المواد الكيميائية التي تنتج الآثار التي ترتبط الحساسية. هذا الدواء هو الوحيد القادر على أن تكون فعالة مع الجيل الثاني من مضادات الهيستامين مثل zelastine، اللوراتادين وسيتيريزين. عادة ما يستخدم هذا الدواء لعلاج أعراض حمى القش في كل من البالغين والأطفال الذين هم من ست سنوات وكبار السن.
كما يستخدم لعلاج خلايا أليجرا المزمنة. ومن المعروف أيضا أن خلايا المزمن بأنها «الشرى المزمن» الذي يتجلى من خلال الأحمر، والمطبات التي أثيرت (خلايا) والحكة. يتم تشخيص مع خلايا المزمن أو «الشرى المزمن» شخص يحتاج إلى خبرة تفشي خلايا ويترتب على ذلك من خلال عدة أسابيع لا تقل عن 6. ويستخدم هذا الدواء للحد من خلايا النحل وحكة في الناس.
مثل كل الأدوية، قد فيكسوفينادين أيضا نصيبها من الآثار الجانبية. وفيما يلي بعض من أعراض جانبية واحد يحتاج إلى أخذ علما بما يلي:
انفلونزا السعال والرشح، و، وكان هناك زيادة في عدد المرضى الذين يأتون إلى أسفل مع الإنفلونزا، وبعد استخدام أليجرا. أعراض شائعة بين المرضى في الفئة العمرية من 6-11.
قد الألم المرضى فوق سن 12 يعانون من آلام الظهر والصداع. كما تم أعراض إضافية مثل الدوخة وآلام الأذن وذكرت من قبل المستخدمين أليجرا الأخرى. في حين أن الآثار الجانبية غير ضارة، ينبغي تقديمهم للانتباه الطبيب في أقرب وقت ممكن.
قد القلق، والمخدرات تسبب الكثير من القلق القضايا ذات الصلة. قد تشمل أيضا الأرق، وانهيار عصبي والكوابيس
الغثيان والإسهال، بعض التجارب غير ذلك، لطيفا مع أليجرا قد تشمل أيضا عدم انتظام حركة الأمعاء والقيء والتعب والغثيان، وهلم جرا. هذه الأعراض شيوعا لدى المرضى بين الفئة العمرية من 6 أشهر إلى سنة من العمر 5.
لمنع مظهر، من هذه الآثار الجانبية، فمن الأفضل إذا ما اتبعت بعض الاحتياطات قبل اتخاذ الفعال في هذا الدواء. خلال فترة الحمل، وينبغي أن تؤخذ أليجرا تحت اشراف طبي. للأطفال من 6 سنوات فما فوق قد تستخدم أليجرا، والدواء للأطفال الأصغر سنا وينبغي أن توصف. وينبغي أن يؤخذ مع كوب كامل من الماء، يرافقه أم لا، مع الطعام.